# Stamboom Louise Christina van Nassau-Siegen
Dit is de stamboom van gravin Louise Christina van Nassau-Siegen (1608–1685).
| Stamboom Louise Christina van Nassau-Siegen (1608–1685) | Stamboom Louise Christina van Nassau-Siegen (1608–1685) | Stamboom Louise Christina van Nassau-Siegen (1608–1685) | Stamboom Louise Christina van Nassau-Siegen (1608–1685)                                                                | Stamboom Louise Christina van Nassau-Siegen (1608–1685)                                                                | Stamboom Louise Christina van Nassau-Siegen (1608–1685)                                                                 | Stamboom Louise Christina van Nassau-Siegen (1608–1685)                                                                 | Stamboom Louise Christina van Nassau-Siegen (1608–1685)                                                                 | Stamboom Louise Christina van Nassau-Siegen (1608–1685)                                                                 |
| ------------------------------------------------------- | --- | --- | --- | --- | --- | --- | --- | --- |
| Betovergrootouders                                      | Johan V van Nassau-Siegen (1455–1516) ⚭ 1482 Elisabeth van Hessen-Marburg (1466–1523) | Botho III van Stolberg-Wernigerode (1467–1538) ⚭ 1500 Anna van Eppstein-Königstein (1481–1538) | Johan IV van Leuchtenberg (1470–1531) ⚭ 1502 Margaretha van Schwarzburg-Blankenburg (1482–1518)                        | Frederik V ‘de Oudere’ van Brandenburg-Ansbach (1460–1536) ⚭ 1479 Sofia van Polen (1464–1512)                          | Frederik I van Denemarken (1471–1533) ⚭ 1502 Anna van Brandenburg (1487–1514)                                           | Magnus I van Saksen-Lauenburg (?–1543) ⚭ 1509 Catharina van Brunswijk-Wolfenbüttel (?–1563)                             | Filips I van Brunswijk-Grubenhagen (ca. 1476–1551) ⚭ 1517 Catharina van Mansfeld (1501–1535)                            | George I van Pommeren (1493–1531) ⚭ 1513 Amalia van de Palts (1490–1524)                                                |
| Overgrootouders                                         | Willem I ‘de Rijke’ van Nassau-Siegen (1487–1559) ⚭ 1531 Juliana van Stolberg-Wernigerode (1506–1580) | Willem I ‘de Rijke’ van Nassau-Siegen (1487–1559) ⚭ 1531 Juliana van Stolberg-Wernigerode (1506–1580) | George III van Leuchtenberg (1502–1555) ⚭ 1528 Barbara van Brandenburg-Ansbach (1495–1552)                             | George III van Leuchtenberg (1502–1555) ⚭ 1528 Barbara van Brandenburg-Ansbach (1495–1552)                             | Christiaan III van Denemarken (1503–1559) ⚭ 1525 Dorothea van Saksen-Lauenburg (1511–1571)                              | Christiaan III van Denemarken (1503–1559) ⚭ 1525 Dorothea van Saksen-Lauenburg (1511–1571)                              | Ernst V van Brunswijk-Grubenhagen (1518–1567) ⚭ 1547 Margaretha van Pommeren (1518–1569)                                | Ernst V van Brunswijk-Grubenhagen (1518–1567) ⚭ 1547 Margaretha van Pommeren (1518–1569)                                |
| Grootouders                                             | Johan VI ‘de Oude’ van Nassau-Siegen (1536–1606) ⚭ 1559 Elisabeth van Leuchtenberg (1537–1579) | Johan VI ‘de Oude’ van Nassau-Siegen (1536–1606) ⚭ 1559 Elisabeth van Leuchtenberg (1537–1579) | Johan VI ‘de Oude’ van Nassau-Siegen (1536–1606) ⚭ 1559 Elisabeth van Leuchtenberg (1537–1579)                         | Johan VI ‘de Oude’ van Nassau-Siegen (1536–1606) ⚭ 1559 Elisabeth van Leuchtenberg (1537–1579)                         | Johan ‘de Jongere’ van Sleeswijk-Holstein-Sonderburg (1545–1622) ⚭ 1568 Elisabeth van Brunswijk-Grubenhagen (1550–1586) | Johan ‘de Jongere’ van Sleeswijk-Holstein-Sonderburg (1545–1622) ⚭ 1568 Elisabeth van Brunswijk-Grubenhagen (1550–1586) | Johan ‘de Jongere’ van Sleeswijk-Holstein-Sonderburg (1545–1622) ⚭ 1568 Elisabeth van Brunswijk-Grubenhagen (1550–1586) | Johan ‘de Jongere’ van Sleeswijk-Holstein-Sonderburg (1545–1622) ⚭ 1568 Elisabeth van Brunswijk-Grubenhagen (1550–1586) |
| Ouders                                                  | Johan VII ‘de Middelste’ van Nassau-Siegen (1561–1623) ⚭ 1603 Margaretha van Sleeswijk-Holstein-Sonderburg (1583–1658)                                                                                                   | Johan VII ‘de Middelste’ van Nassau-Siegen (1561–1623) ⚭ 1603 Margaretha van Sleeswijk-Holstein-Sonderburg (1583–1658)                                                                                                   | Johan VII ‘de Middelste’ van Nassau-Siegen (1561–1623) ⚭ 1603 Margaretha van Sleeswijk-Holstein-Sonderburg (1583–1658) | Johan VII ‘de Middelste’ van Nassau-Siegen (1561–1623) ⚭ 1603 Margaretha van Sleeswijk-Holstein-Sonderburg (1583–1658) | Johan VII ‘de Middelste’ van Nassau-Siegen (1561–1623) ⚭ 1603 Margaretha van Sleeswijk-Holstein-Sonderburg (1583–1658)  | Johan VII ‘de Middelste’ van Nassau-Siegen (1561–1623) ⚭ 1603 Margaretha van Sleeswijk-Holstein-Sonderburg (1583–1658)  | Johan VII ‘de Middelste’ van Nassau-Siegen (1561–1623) ⚭ 1603 Margaretha van Sleeswijk-Holstein-Sonderburg (1583–1658)  | Johan VII ‘de Middelste’ van Nassau-Siegen (1561–1623) ⚭ 1603 Margaretha van Sleeswijk-Holstein-Sonderburg (1583–1658)  |
| Louise Christina van Nassau-Siegen (1608–1685)          | | | | | | | | |
| Echtgenoot                                              | ⚭ 1627 Philippe François de Joux dit de Watteville (ca. 1605–1636) | ⚭ 1627 Philippe François de Joux dit de Watteville (ca. 1605–1636) | ⚭ 1627 Philippe François de Joux dit de Watteville (ca. 1605–1636)                                                     | ⚭ 1627 Philippe François de Joux dit de Watteville (ca. 1605–1636)                                                     | ⚭ 1627 Philippe François de Joux dit de Watteville (ca. 1605–1636)                                                      | ⚭ 1627 Philippe François de Joux dit de Watteville (ca. 1605–1636)                                                      | ⚭ 1627 Philippe François de Joux dit de Watteville (ca. 1605–1636)                                                      | ⚭ 1627 Philippe François de Joux dit de Watteville (ca. 1605–1636)                                                      |
| Kinderen                                                | Jean Charles de Joux dit de Watteville (1628–1699) ⚭ 1655 Desle de Beaufremont (?–1682) | Jean Charles de Joux dit de Watteville (1628–1699) ⚭ 1655 Desle de Beaufremont (?–1682) | Thomas Eugène de Joux dit de Watteville (?–1650)                                                                       | Jean de Joux dit de Watteville (?–?)                                                                                   | Jean de Joux dit de Watteville (?–?)                                                                                    | Anne Desirée de Joux dit de Watteville (?–?) ⚭ Jacques de Saint-Maurice (?–?)                                           | Anne Desirée de Joux dit de Watteville (?–?) ⚭ Jacques de Saint-Maurice (?–?)                                           | Marie de Joux dit de Watteville (?–1700)                                                                                |
| Kleinkinderen                                           | 1. Charles Emmanuel de Joux dit de Watteville (1656–1728) 2. Jean Charles de Joux dit de Watteville (1657–1679) 3. Jean Cristin de Joux dit de Watteville (1658–1725) 4. Anne Marie Dele de Joux dit de Watteville (?–?) | 1. Charles Emmanuel de Joux dit de Watteville (1656–1728) 2. Jean Charles de Joux dit de Watteville (1657–1679) 3. Jean Cristin de Joux dit de Watteville (1658–1725) 4. Anne Marie Dele de Joux dit de Watteville (?–?) | – | – | – | ? | ? | – |